# Limeira
Limeira város Brazíliában, São Paulo államban. Lakosainak száma 291 869 fő (2022). Limeira Santa Bárbara d'Oeste, Americana, Araras, Artur Nogueira, Cordeirópolis, Cosmópolis, Engenheiro Coelho, Iracemápolis és Piracicaba községekkel határos.

## Népesség
A település népességének változása:
| Lakosok száma | 276 022 | 296 440 | 310 783 | 291 869 |
|               | 2000    | 2015    | 2021    | 2022    |